# Glàndula odorífera
Les  glàndules odoríferes  són òrgans que produeixen secrecions oloroses que tenen funcions pròpies dins del comportament animal. Poden trobar-se a l'àrea genital de la majoria dels mamífers i en altres parts del cos, com a les aixelles dels humans i la glàndula preorbitària dels cèrvids. Aquestes produeixen un fluid semi-viscós que conté feromones. Són missatgers que indiquen informació referent a l'estatus, humor o potència sexual, o per marcar el territori. De vegades constitueixen mecanismes de defensa, com en el cas dels mefítids, la vaporització repel·leix depredadors.